# Saut à la perche masculin aux Jeux olympiques d'été de 1968
Navigation
Tokyo 1964 Munich 1972
L'épreuve du saut à la perche masculin aux Jeux olympiques de 1968 s'est déroulée les 14 et 16 octobre 1968 au Stade olympique universitaire de Mexico, au Mexique.  Elle est remportée par l'Américain Bob Seagren.

## Résultats

### Finale
| Rang               | Athlète               | pays                 | 4,60 | 4,80 | 4,90 | 5,00 | 5,05 | 5,10 | 5,15 | 5,20 | 5,25 | 5,30 | 5,35 | 5,40 | 5,45 | Marque | Notes |
| ------------------ | --------------------- | -------------------- | ---- | ---- | ---- | ---- | ---- | ---- | ---- | ---- | ---- | ---- | ---- | ---- | ---- | ------ | ----- |
| Médaille d'or      | Bob Seagren           | États-Unis           | –    | –    | –    | –    | o    | –    | –    | xo   | –    | o    | –    | xo   | xxx  | 5.40   | OR    |
| Médaille d'argent  | Claus Schiprowski     | Allemagne de l'Ouest | –    | –    | o    | o    | –    | o    | –    | o    | xo   | o    | xo   | xo   | xxx  | 5.40   | OR    |
| Médaille de bronze | Wolfgang Nordwig      | Allemagne de l'Est   | –    | –    | –    | xo   | –    | –    | –    | o    | –    | o    | o    | xxo  | xxx  | 5.40   | OR    |
| 4                  | Christos Papanikolaou | Grèce                | –    | o    | –    | o    | –    | –    | o    | –    | xo   | xo   | o    | xxx  | –    | 5.35   |       |
| 5                  | John Pennel           | États-Unis           | –    | –    | –    | –    | o    | –    | –    | xo   | –    | xo   | xxo  | xxx  | –    | 5.35   |       |
| 6                  | Hennadiy Bleznitsov   | Union soviétique     | o    | –    | o    | –    | –    | o    | –    | o    | –    | xo   | xxx  |      |      | 5.30   |       |
| 7                  | Hervé d'Encausse      | France               | –    | –    | –    | o    | –    | –    | xo   | –    | o    | –    | xxx  |      |      | 5.25   |       |
| 8                  | Heinfried Engel       | Allemagne de l'Ouest | –    | o    | –    | xxo  | –    | xo   | –    | o    | xxx  |      |      |      |      | 5.20   |       |
| 9                  | Ignacio Sola          | Espagne              | –    | xo   | –    | o    | –    | xo   | o    | xxo  | xxx  |      |      |      |      | 5.20   |       |
| 10                 | Kjell Isaksson        | Suède                | –    | –    | o    | –    | xo   | –    | o    | xxx  |      |      |      |      |      | 5.15   |       |
| 11                 | Kiyoshi Niwa          | Japon                | –    | o    | o    | o    | –    | o    | xo   | xxx  |      |      |      |      |      | 5.15   |       |
| 12                 | Aleksandr Malyutin    | Union soviétique     | o    | –    | o    | o    | –    | xxx  |      |      |      |      |      |      |      | 5.00   |       |
| 13                 | Mike Bull             | Royaume-Uni          | –    | xo   | o    | xo   | –    | xxx  |      |      |      |      |      |      |      | 5.00   |       |
| 14                 | Altti Alarotu         | Finlande             | –    | –    | –    | xxo  | r    |      |      |      |      |      |      |      |      | 5.00   |       |
| NC                 | Erkki Mustakari       | Finlande             | –    | xxx  |      |      |      |      |      |      |      |      |      |      |      | NM     |       |

## Légende
Records et Performances
- AR : Record continental (area record)
- CR : Record des championnats (championship record)
- MR : Record du meeting (meet record)
- NR : Record national (national record)
- OR : Record olympique (olympic record)
- PR : Record paralympique (paralympic record)
- PB : Record personnel (personal best)
- SB : Meilleure performance personnelle de la saison (season's best)
- WL : Meilleure performance mondiale de l'année (world leader)
- WJR : Record du monde junior (world junior record)
- WR : Record du monde (world record)

Circonstances et Conditions
- DNF : N'a pas terminé (did not finish)
- DNS : N'a pas pris le départ (did not start)
- DQ : Disqualification (disqualification)
- NM : Aucun essai valable enregistré (No Mark)
- Q : Qualifié « directement » au prochain tour (ou à la prochaine compétition), lors d'une compétition majeure, grâce au classement ou à la réalisation des minima (automatic qualifier)
- q : Qualifié au prochain tour (ou à la prochaine compétition), lors d'une compétition majeure, grâce au repêchage ou à la réalisation de l'une des meilleures performances parmi celles des « non qualifiés directement » (grâce au meilleur temps ou à la meilleure distance par exemple) (secondary qualifier)